# Fechteuropameisterschaften 2006
Die 19. Fechteuropameisterschaften fanden vom 4. bis 9. Juli 2006 in Izmir, Türkei, statt. Veranstaltungsort war die Mehrzweckhalle İzmir Halkapınar Sport Hall.
Der Wettbewerb wurde vom Türkischen Fechtverband Turkiye Eskrim Federasyonu organisiert. Es war das erste Mal, dass eine Fechteuropameisterschaft in der Türkei ausgetragen wurde.

## Wettbewerbe
Das Programm umfasste Wettkämpfe in den Fechtgattungen Degen, Florett und Säbel, unterteilt in Einzel und Mannschaften sowie Damen und Herren. Es wurden daher 12 Gold- und 12 Silbermedaillen verliehen. Da der dritte Platz im Einzel nicht ausgefochten wurde, in den Mannschaftswettbewerben schon, gab es hier geteilte Plätze und somit 18 Bronzemedaillen.

## Herren

### Degen-Einzel
| Platz | Sportler       | Land |
| ----- | -------------- | ---- |
| 1     | Iván Kovács    | HUN  |
| 2     | Bastien Sicot  | FRA  |
| 3     | Alfredo Rota   | ITA  |
| 3     | Pawel Kolobkow | RUS  |

Turnierplan

|  | Halbfinale | Halbfinale     | Halbfinale |  |  | Finale     | Finale        | Finale |
|  |            |                |            |  |  |            |               |        |
|  |            |                |            |  |  |            |               |        |
|  | Frankreich | Bastien Sicot  | 15         |  |  |            |               |        |
|  | Russland   | Pawel Kolobkow | 5          |  |  |            |               |        |
|  |            |                |            |  |  | Frankreich | Bastien Sicot | 8      |
|  |            |                |            |  |  | Ungarn     | Iván Kovács   | 15     |
|  | Ungarn     | Iván Kovács    | 15         |  |  |            |               |        |
|  | Italien    | Alfredo Rota   | 9          |  |  |            |               |        |
|  |            |                |            |  |  |            |               |        |

### Degen-Mannschaft
| Platz | Land    | Sportler                                                            |
| ----- | ------- | ------------------------------------------------------------------- |
| 1     | Ungarn  | Gábor Boczkó Iván Kovács Géza Imre Attila Fekete                    |
| 2     | Polen   | Robert Andrzejuk Krzysztof Mikołajczak Tomasz Motyka Adam Wiercioch |
| 3     | Italien | Stefano Carozzo Alfredo Rota Paolo Milanoli Diego Confalonieri      |

### Florett-Einzel
| Platz | Sportler           | Land |
| ----- | ------------------ | ---- |
| 1     | Ralf Bißdorf       | GER  |
| 2     | Richard Kruse      | GBR  |
| 3     | Brice Guyart       | FRA  |
| 3     | Benjamin Kleibrink | GER  |

Turnierplan

|  | Halbfinale             | Halbfinale         | Halbfinale |  |  | Finale                 | Finale        | Finale |
|  |                        |                    |            |  |  |                        |               |        |
|  |                        |                    |            |  |  |                        |               |        |
|  | Vereinigtes Konigreich | Richard Kruse      | 15         |  |  |                        |               |        |
|  | Frankreich             | Brice Guyart       | 11         |  |  |                        |               |        |
|  |                        |                    |            |  |  | Deutschland            | Ralf Bißdorf  | 15     |
|  |                        |                    |            |  |  | Vereinigtes Konigreich | Richard Kruse | 7      |
|  | Deutschland            | Ralf Bißdorf       | 15         |  |  |                        |               |        |
|  | Deutschland            | Benjamin Kleibrink | 13         |  |  |                        |               |        |
|  |                        |                    |            |  |  |                        |               |        |

### Florett-Mannschaft
| Platz | Land       | Sportler                                                           |
| ----- | ---------- | ------------------------------------------------------------------ |
| 1     | Frankreich | Sébastien Coutant Brice Guyart Grégory Koenig Térence Joubert      |
| 2     | Polen      | Wojciech Szuchnicki Radosław Glonek Sławomir Mocek Michał Majewski |
| 3     | Russland   | Andrey Deyev Juri Moltschan Sergey Tikhonov Dmitriy Petrov         |

### Säbel-Einzel
| Platz | Sportler              | Land |
| ----- | --------------------- | ---- |
| 1     | Alexei Jakimenko      | RUS  |
| 2     | Wolodymyr Lukaschenko | UKR  |
| 3     | Julien Pillet         | RUS  |
| 3     | Florin Zalomir        | ROU  |

Turnierplan

|  | Halbfinale | Halbfinale            | Halbfinale |  |  | Finale   | Finale                | Finale |
|  |            |                       |            |  |  |          |                       |        |
|  |            |                       |            |  |  |          |                       |        |
|  | Ukraine    | Wolodymyr Lukaschenko | 15         |  |  |          |                       |        |
|  | Frankreich | Julien Pillet         | 11         |  |  |          |                       |        |
|  |            |                       |            |  |  | Ukraine  | Wolodymyr Lukaschenko | 11     |
|  |            |                       |            |  |  | Russland | Alexei Jakimenko      | 15     |
|  | Russland   | Alexei Jakimenko      | 15         |  |  |          |                       |        |
|  | Rumänien   | Florin Zalomir        | 14         |  |  |          |                       |        |
|  |            |                       |            |  |  |          |                       |        |

### Säbel-Mannschaft
| Platz | Land     | Sportler                                                              |
| ----- | -------- | --------------------------------------------------------------------- |
| 1     | Rumänien | Mihai Covaliu Rareș Dumitrescu Constantin Sandu Florin Zalomir        |
| 2     | Ungarn   | Zsolt Nemcsik Tamás Decsi Balázs Lengyel Balázs Lontay                |
| 3     | Russland | Alexei Jakimenko Alexei Frossin Stanislaw Posdnjakow Nikolai Kowaljow |

## Damen

### Degen-Einzel
| Platz | Sportler           | Land |
| ----- | ------------------ | ---- |
| 1     | Claudia Bokel      | GER  |
| 2     | Tatjana Logunowa   | RUS  |
| 3     | Nadiya Kazimirchuk | UKR  |
| 3     | Anca Măroiu        | ROU  |

Turnierplan

|  | Halbfinale  | Halbfinale         | Halbfinale |  |  | Finale      | Finale           | Finale |
|  |             |                    |            |  |  |             |                  |        |
|  |             |                    |            |  |  |             |                  |        |
|  | Deutschland | Claudia Bokel      | 15         |  |  |             |                  |        |
|  | Rumänien    | Anca Măroiu        | 8          |  |  |             |                  |        |
|  |             |                    |            |  |  | Deutschland | Claudia Bokel    | 11     |
|  |             |                    |            |  |  | Russland    | Tatjana Logunowa | 10     |
|  | Ukraine     | Nadiya Kazimirchuk | 13         |  |  |             |                  |        |
|  | Russland    | Tatjana Logunowa   | 14         |  |  |             |                  |        |
|  |             |                    |            |  |  |             |                  |        |

### Degen-Mannschaft
| Platz | Land        | Sportler                                                            |
| ----- | ----------- | ------------------------------------------------------------------- |
| 1     | Rumänien    | Ana Maria Brânză Loredana Iordăchioiu Iuliana Măceșeanu Anca Măroiu |
| 2     | Ungarn      | Adrienn Hormay Tímea Nagy Emese Szász Hajnalka Tóth                 |
| 3     | Deutschland | Claudia Bokel Imke Duplitzer Britta Heidemann Marijana Marković     |

### Florett-Einzel
| Platz | Sportler           | Land |
| ----- | ------------------ | ---- |
| 1     | Ianna Rouzavina    | RUS  |
| 2     | Elisa Di Francisca | ITA  |
| 3     | Claudia Pigliapoco | ITA  |
| 3     | Anna Rybicka       | POL  |

Turnierplan

|  | Halbfinale | Halbfinale         | Halbfinale |  |  | Finale   | Finale             | Finale |
|  |            |                    |            |  |  |          |                    |        |
|  |            |                    |            |  |  |          |                    |        |
|  | Russland   | Ianna Rouzavina    | 14         |  |  |          |                    |        |
|  | Polen      | Anna Rybicka       | 8          |  |  |          |                    |        |
|  |            |                    |            |  |  | Russland | Ianna Rouzavina    | 15     |
|  |            |                    |            |  |  | Italien  | Elisa Di Francisca | 10     |
|  | Italien    | Elisa Di Francisca | 10         |  |  |          |                    |        |
|  | Italien    | Claudia Pigliapoco | 9          |  |  |          |                    |        |
|  |            |                    |            |  |  |          |                    |        |

### Florett-Mannschaft
| Platz | Land     | Sportler                                                                |
| ----- | -------- | ----------------------------------------------------------------------- |
| 1     | Russland | Svetlana Bojko Julia Khakimova Ianna Rouzavina Aida Schanajewa          |
| 2     | Rumänien | Roxana Scarlat Cristina Ghiță Cristina Stahl                            |
| 3     | Polen    | Karolina Chlewińska Sylwia Gruchała Magdalena Mroczkiewicz Anna Rybicka |

### Säbel-Einzel
| Platz | Sportler       | Land |
| ----- | -------------- | ---- |
| 1     | Sofja Welikaja | RUS  |
| 2     | Olha Charlan   | UKR  |
| 3     | Ilaria Bianco  | ITA  |
| 3     | Bogna Jóźwiak  | POL  |

Turnierplan

|  | Halbfinale | Halbfinale     | Halbfinale |  |  | Finale   | Finale         | Finale |
|  |            |                |            |  |  |          |                |        |
|  |            |                |            |  |  |          |                |        |
|  | Russland   | Sofja Welikaja | 15         |  |  |          |                |        |
|  | Italien    | Ilaria Bianco  | 4          |  |  |          |                |        |
|  |            |                |            |  |  | Russland | Sofja Welikaja | 15     |
|  |            |                |            |  |  | Ukraine  | Olha Charlan   | 14     |
|  | Ukraine    | Olha Charlan   | 15         |  |  |          |                |        |
|  | Polen      | Bogna Jóźwiak  | 14         |  |  |          |                |        |
|  |            |                |            |  |  |          |                |        |

### Säbel-Mannschaft
| Platz | Land       | Sportler                                                                      |
| ----- | ---------- | ----------------------------------------------------------------------------- |
| 1     | Russland   | Sofja Welikaja Jekaterina Fedorkina Jekaterina Djatschenko Jelena Netschajewa |
| 2     | Polen      | Bogna Jóźwiak Aleksandra Socha Irena Więckowska Lidia Sołtys                  |
| 3     | Frankreich | Anne-Lise Touya Solenne Mary Léonore Perrus Cécile Argiolas                   |

## Medaillenspiegel
| Platz  | Land                   | Gold | Silber | Bronze | Gesamt |
| ------ | ---------------------- | ---- | ------ | ------ | ------ |
| 1      | Russland               | 5    | 1      | 3      | 9      |
| 2      | Ungarn                 | 2    | 2      | 0      | 4      |
| 3      | Rumänien               | 2    | 1      | 2      | 5      |
| 4      | Deutschland            | 2    | 0      | 2      | 4      |
| 5      | Frankreich             | 1    | 1      | 3      | 5      |
| 6      | Polen                  | 0    | 3      | 3      | 6      |
| 7      | Ukraine                | 0    | 2      | 1      | 3      |
| 8      | Italien                | 0    | 1      | 4      | 5      |
| 9      | Vereinigtes Königreich | 0    | 1      | 0      | 1      |
| Gesamt | Gesamt                 | 12   | 12     | 18     | 42     |